# Mario Maratelli
Mario Maratelli (Vercelli, 20 novembre 1879 – San Germano Vercellese, 20 aprile 1955) è stato un agronomo italiano.
Con la scoperta e la selezione della varietà di riso che porta il suo nome, ha dato all'agricoltura, non solo vercellese, impulso e vigore. 

## Biografia
Mario Maratelli nacque all'ospedale di Vercelli il 20 novembre 1879, figlio di genitori ignoti. Grazie alle provvidenze sociali dell'epoca, fu trasferito nello stesso giorno all'ospizio della città e battezzato. Al neonato, come capitava a molti altri nascituri dell'epoca, il nome e cognome venne inventato, e imposto come un gioco di parole. Rimase ospite dell'Istituto per pochi giorni. In seguito, ebbe diversi genitori adottivi, e infine fu accolto da uno zio agricoltore che risiedeva ad Asigliano Vercellese.
Negli anni si dedicò alla coltivazione del riso e fu eletto per alcuni anni presidente della cooperativa agricola locale.
Il riso Maratelli nacque ad Asigliano Vercellese sul finire del mese di agosto del 1914, quando Mario Maratelli individuò in una sua risaia una pianta diversa da tutte le altre, appartenenti alla varietà Chinese Originario, che venivano coltivate in quel campo. Il riso Maratelli divenne in seguito una delle varietà storiche della risicoltura italiana.
Nel 1933, a Mario Maratelli fu conferito dal re Vittorio Emanuele il diploma di Terza Classe al Merito Rurale e la Stella di Bronzo; nel 1952 venne insignito del titolo di Cavaliere al Merito della Repubblica Italiana per le benemerenze acquisite in campo agricolo.

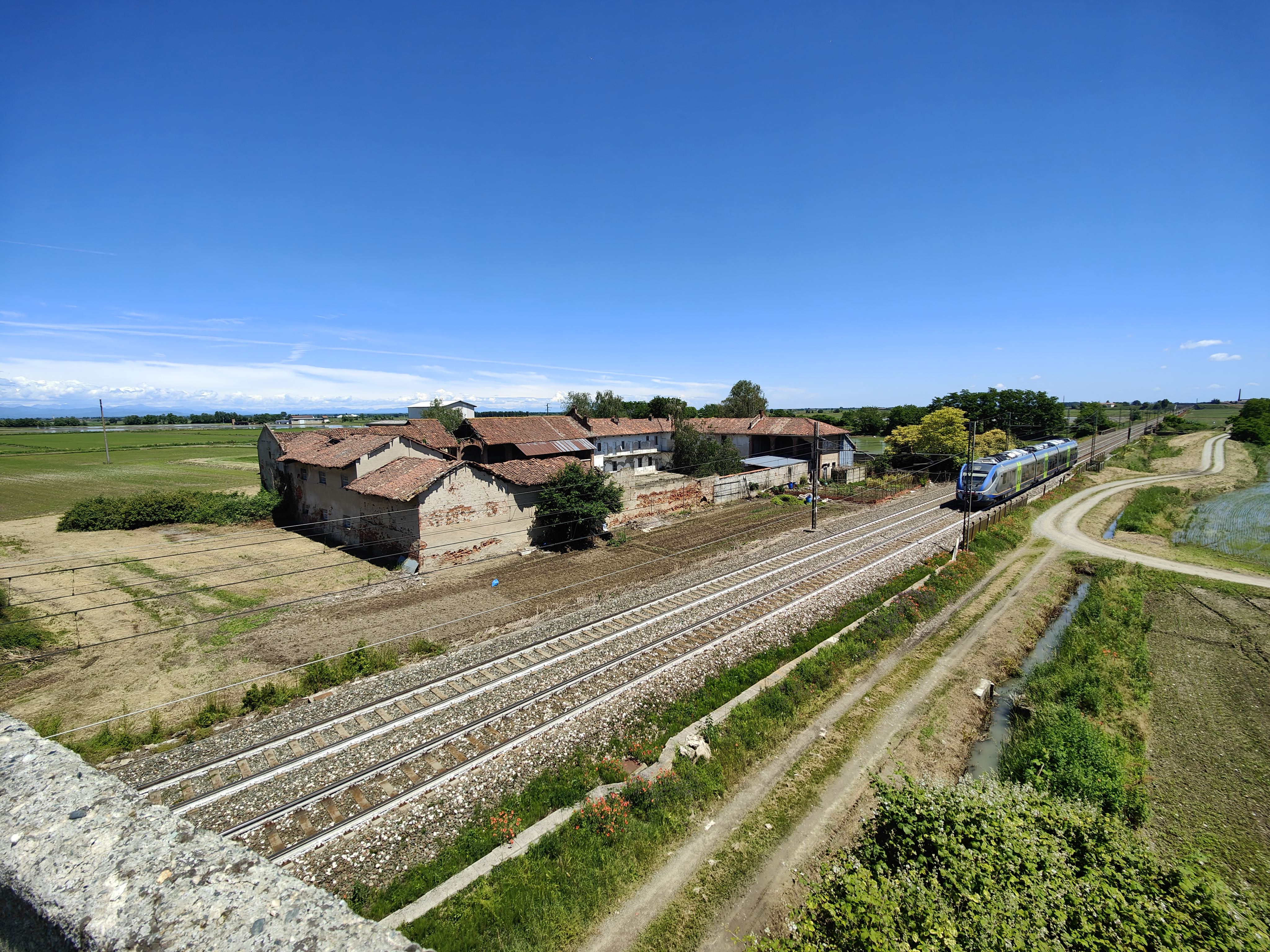
Un Minuetto transita sulla linea Torino-Milano nei pressi della cascina Valasse distante 2700 metri da San Germano Vercellese

Morì due anni più tardi alla cascina Valasse di San Germano Vercellese il 20 aprile 1955. Il suo corpo è sepolto ad Asigliano Vercellese, nella tomba di famiglia.

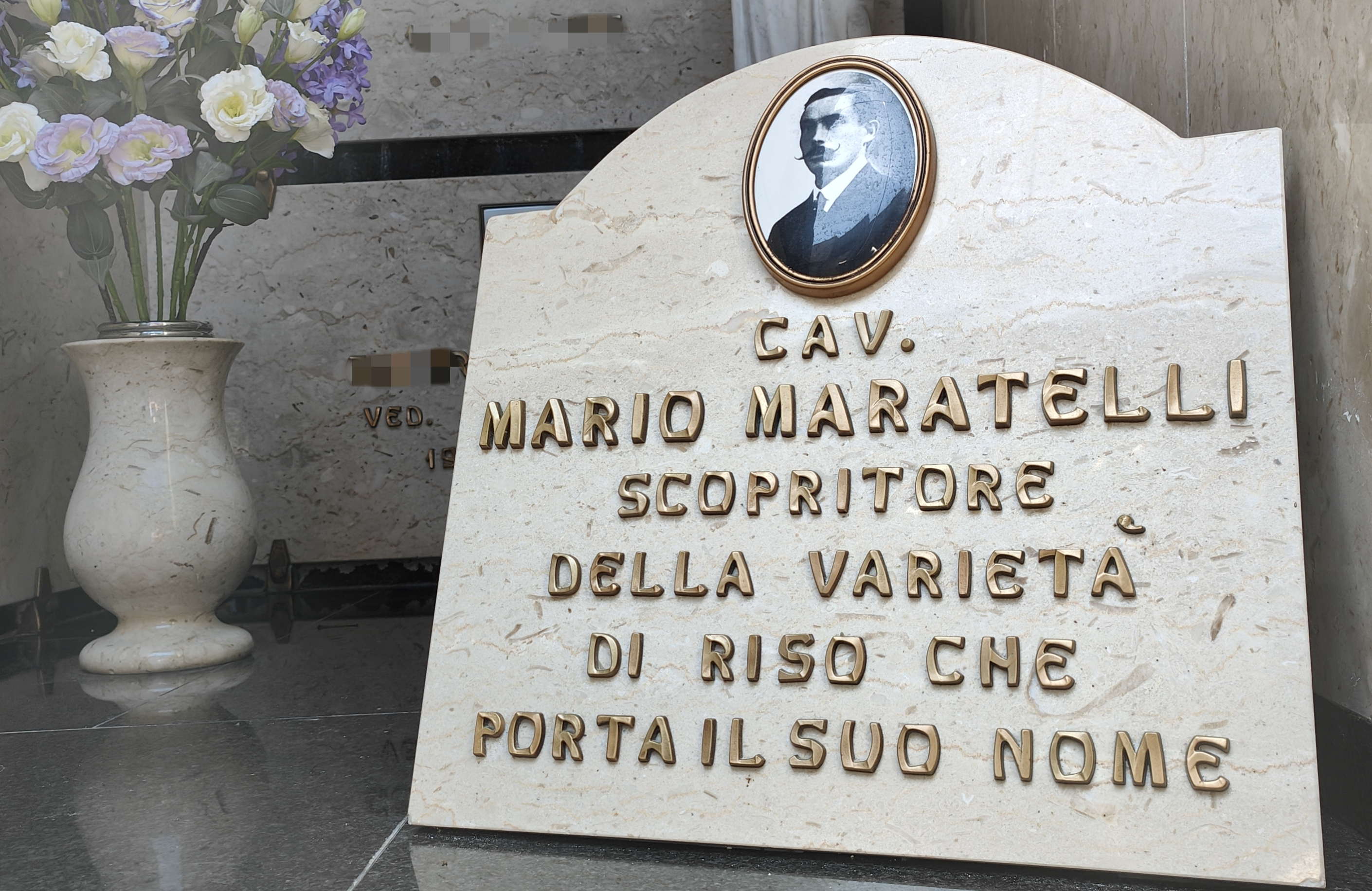
La lapide al cimitero di Asigliano Vercellese

Il Comune di Asigliano Vercellese ha ricordato Mario Maratelli domenica 23 gennaio 1966, in forma solenne, organizzando un grande convegno di studio, e intitolando a suo nome l'asilo nido del paese. Nella stessa occasione, la Camera di Commercio di Vercelli veniva autorizzata ad apporre una lapide commemorativa presso il palazzo comunale, per ricordare, ai posteri, il grande concittadino.
Ancora nell'anno 2000, l'amministrazione comunale di Asigliano Vercellese ha dedicato al suo famoso figlio una giornata di studio (29 maggio 2000) dal titolo La memoria dell'uomo, il suo lavoro di risicoltore rimarranno scolpiti nel tempo.
.